# Jorge Rodríguez-Novelo
Jorge Humberto Rodríguez-Novelo (ur. 22 marca 1955 w Mérida) – amerykański duchowny katolicki, biskup pomocniczy Denver od 2016.

## Życiorys
Święcenia kapłańskie w dniu 24 grudnia 1987 w zgromadzeniu Legionu Chrystusa. Przez kilkanaście lat pracował w Rzymie jako prefekt studiów i wykładowcą kilku stołecznych uczelni. W 1999 opuścił zgromadzenie i w 2008 został inkardynowany do archidiecezji Denver. Był związany z archidiecezjalnym seminarium duchownym, pełniąc w nim funkcję m.in. wiceprefekta studiów oraz wicerektora.
25 sierpnia 2016 papież Franciszek mianował go biskupem pomocniczym Denver ze stolicą tytularną Azura. Sakry udzielił mu 4 listopada 2016 metropolita Denver - arcybiskup Samuel Aquila.